# HMS Unbending
HMS Unbending (P37) («Анбендинг», дословно — «Несгибаемый») — британская дизельная подводная лодка типа U (третьей группы). Построена на верфи «Виккерс-Армстронг» в Барроу-ин-Фёрнесс. Участвовала во Второй мировой войне. Единственная подводная лодка (и единственное судно КВМС Великобритании), носившая это название.

## Служба
Вошла в строй 5 ноября 1941 года, после чего служила в 10-й флотилии подводных лодок Королевского флота Великобритании. Командовал лодкой лейтенант Э. Т. Стэнли. Большую часть службы в военное время провела на Средиземном море, потопив там итальянские грузовые корабли «Альга» (Alga), «Читта ди Бергамо» (Città di Bergamo), «Козенца» (Cosenza) и «Беппе» (Beppe), минный заградитель «Эритрея» (Eritrea), эсминец «Джованни да Вераццано» (Giovanni da Verazzano), а также итальянский транспорт «Лупа II» (Lupa II), расстрелянный из палубного орудия (после двух неудачных попыток торпедирования). Подводной лодкой были повреждены грузо-пассажирское судно «Виминале» (Viminale), торговое судно «Карло Марготтини» (Carlo Margottini, бывшее югославское судно «Блед»). Последнее смогло выброситься на берег и не числится в числе военных потерь, из чего, вероятно, следует, что судно было отремонтировано.
Экипаж подводной лодки «Анбендинг» участвовал в одном из редких для Второй мировой войны случаев абордажа: недалеко от города Сфакс подлодка всплыла вблизи небольшой шхуны, заняв позицию, из которой было невозможно применить палубное орудие. Один из офицеров подводной лодки взобрался на борт шхуны и поджёг её, предварительно окатив из канистры со сланцевым маслом.
23 декабря 1949 года субмарина была продана на слом и разрезана на металл в мае 1950 года в Гейтсхеде.